# 呂公 (後漢)
呂 公（りょ こう、生没年不詳）は、中国後漢末期の人物。荊州牧劉表の配下・黄祖の部将。
初平4年（193年）正月、孫堅が荊州に侵攻（襄陽の戦い）した際、黄祖とともに峴山に拠ってこれを迎撃。孫堅は軽騎でこれを討伐せんとしたが、呂公の兵の投石が頭に命中し、頭蓋が割れて死に至る。

## 三国志演義
羅貫中の小説『三国志演義』では、第7回で登場。劉表の本拠である襄陽が孫堅に包囲された時、蒯良の計略の実行役となる。弓の名手を伴って密かに城を脱出し、峴山へと孫堅を誘い出し、伏兵による落石と矢の雨で孫堅を討ち取る。
呂公が号砲を鳴らして城に勝利を告げると、孫堅配下の軍勢と、それを追撃せんとする劉表の軍勢は乱戦となる。その乱戦の中、呂公はたまたま出くわした程普によって刺殺された。